# Протесы
Протесы (укр. Протеси) — село в Журавновской поселковой общине Стрыйского района Львовской области Украины.
Население по переписи 2001 года составляло 643 человека. Занимает площадь 1,42 км². Почтовый индекс — 81793. Телефонный код — 3239.